# Abbaye de Grandmont
L'abbaye de Grandmont est une ancienne abbaye catholique située dans la commune de Saint-Sylvestre, en Haute-Vienne, dans la région Nouvelle-Aquitaine (France).
C'est l'abbaye fondatrice (ou « chef-d'ordre ») de l'ordre de Grandmont. Démolie au début du XIXe siècle après son abandon peu avant la Révolution, l'abbaye subsiste à l'état de vestiges enfouis et fondations, qui bénéficient d'une double inscription au titre des Monuments historiques en 2015 et 2017, et font l'objet de fouilles importantes au même moment.

## Localisation
L'église est située en Limousin, en Haute-Vienne, sur la commune de Saint-Sylvestre, à l'écart du bourg, au sein même du village de Grandmont.

## Historique

### Fondation
L'ordre de Grandmont est factuellement fondé en 1074 par Étienne de Muret à Ambazac, sur la colline boisée de Muret où il s'est installé. Un groupe consistant de fidèles s'agrège progressivement autour d'Étienne dans les années qui suivent. Plusieurs dépendances, des celles, sont même constituées dans les environs, et l'église de Muret est consacrée par l'évêque de Limoges.
Les bénédictins de la cité d'Ambazac, qui dépendent de l'abbaye Saint-Augustin de Limoges, chassent toutefois les disciples d'Étienne à la mort de celui-ci en 1124, méfiants et concurrents. Ceux-ci gagnent alors les hauteurs de la paroisse voisine de Saint-Sylvestre, et s'installent à Grandmont, probablement suivant les conseils de l'évêque et du prieur Pierre de Limoges. Dans les années qui suivent l'établissement, le captage des eaux de surface et la création d'étangs sont opérés.
L'église abbatiale est dédicacée le 4 septembre 1166.
La construction de l'abbaye s'achève en 1171 ; les maçons royaux envoyés par le roi d'Angleterre et duc d'Aquitaine Henri II Plantagenêt ont largement contribué au chantier. Henri II fait notamment acheminer 800 chariots de plomb pour la couverture du monastère, transportés par bateau de Newcastle à La Rochelle. Le récent assassinat de l'archevêque de Cantorbéry Thomas Becket à l'initiative de proches du roi suscite toutefois des tensions parmi les locaux.
D'autres seigneurs locaux financent une partie du chantier, comme les vicomtes de Limoges ou les seigneurs de Lastours, Comborn et Ventadour. Plusieurs prieurs se succèdent à la tête de la congrégation, comme Pierre Bernard de Boschiac, artisan majeur de l'achèvement des travaux, puis Étienne de Liciac.

### Essor
Au XIIe siècle, en sa qualité de duc d'Aquitaine, le roi d'Angleterre Henri II Plantagenêt se rend à plusieurs reprises à Grandmont, où se tiennent de grandes réunions relatives aux transactions concernant le Limousin.
Ainsi, en 1177, c'est à Grandmont qu'est actée la vente du comté de la Marche par le comte Aldebert IV à Henri II. Dans les années qui suivent, Richard Cœur de Lion, fils du roi, y séjourne. Dans son testament, Henri II se montre généreux envers Grandmont (il envisage même initialement de s'y faire inhumer en y dépêchant des Anglais chargés d'étudier l'édification d'un mausolée, avant de préférer Fontevraud), et son autre fils Henri le Jeune, bien qu'ayant cherché à en piller les biens, décide d'y laisser ses entrailles à sa mort. La générosité de la cour d'Angleterre se poursuit sous le règne d'Henri III. 
En maintenant sur le temps long un mode de vie érémitique, les religieux de Grandmont se rapprochent des Chartreux. Les XIIe et XIIIe siècles voient les Grandmontains, Cisterciens et Chartreux étendre leurs implantations ; les premiers multiplient leurs monastères dans le bassin aquitain, le bassin parisien et l'ouest du Massif central, tandis que les Chartreux se cantonnent au centre-est alors que les Cisterciens connaissent une expansion plus diffuse.
La canonisation d'Étienne de Muret précipite la réalisation de châsses reliquaires grandioses, chefs-d'œuvre d'émaillerie limousine médiévale.

### Déclin
Dès le XIIIe siècle, Grandmont connaît des heurts et des crises liés aux luttes de pouvoir entre prieurs, ce qui fragilise aussi ses finances. En 1306, avant que la papauté ne soit fixée à Avignon pour un siècle, Clément V, qui règne en itinérance, séjourne plusieurs jours à Grandmont. En 1317, Jean XXII transforme le prieuré en abbaye, les celles dépendantes en prieurés, et l'ordre de Grandmont s'aligne dès lors sur le modèle bénédictin. Pendant un siècle et demi, des abbés réguliers se succèdent à la tête de l'abbaye. Des travaux de réparation sont menés tout au long des XIVe et XVe siècles, permettant l'accueil du roi Charles VII en 1422.
En 1471, un nouveau système est mis en place, celui de la commende ; les revenus de l'abbaye sont perçus par un individu n'ayant pas autorité sur les moines. Parmi eux, Guillaume Briçonnet, devenu ministre du roi Charles VIII, évêque, redonne du prestige à l'abbaye et y fait donner une messe grandiose en 1499, en présence de ses fils Guillaume et Denis, futures figures de la Contre-Réforme.
Les guerres de Religion éprouvent l'abbaye, pillée et saisie par les huguenots. La reconstruction des bâtiments se fait sous la conduite des abbés du XVIIe siècle. L'origine souvent locale de ces derniers témoigne d'un affaiblissement de l'ordre. Au début du XVIIIe siècle, les bâtiments sont fortement dégradés : la salle capitulaire n'est plus assez sûre pour y accueillir le chapitre, les moines se sont réfugiés dans l'ancienne infirmerie et une partie de la voûte de l'église s'est effondrée. La perspective d'un rattachement aux trappistes est évoquée. En 1732, l'abbé de la Guérinière engage d'importants travaux de reconstruction. Des carrières locales sont mises à profit (Fanay, Hureau, les Sagnes). Une nouvelle église abbatiale est achevée en 1768, alors que Grandmont n'héberge plus que onze moines. 

### Destruction de l'abbaye

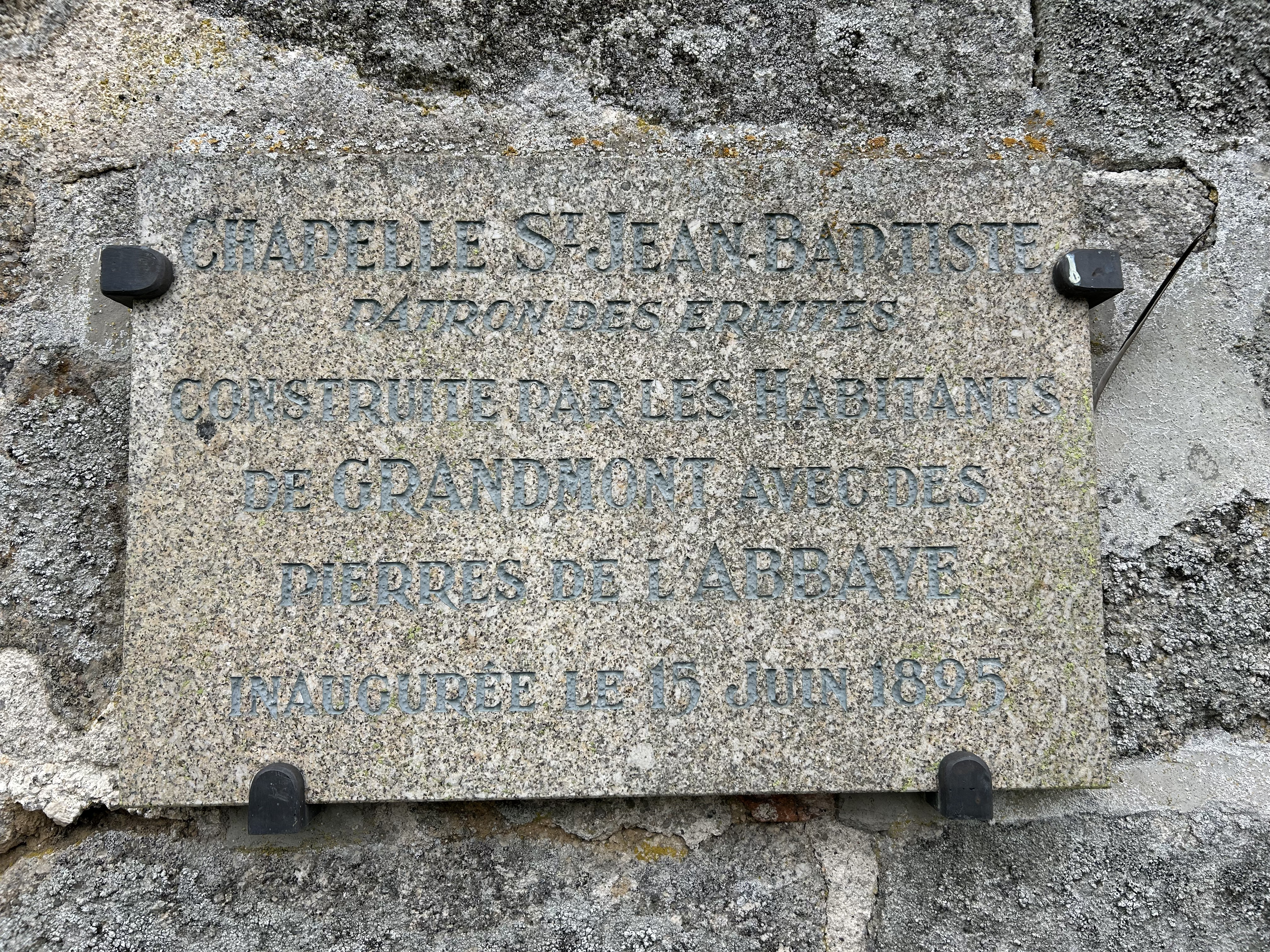
Plaque signalant l'inauguration de la chapelle en 1825.

La dissolution de l'ordre intervient peu après. Les derniers moines sont autorisés à vivre au monastère, jusqu'à la mort de l'abbé François-Xavier Mondain de la Maison Rouge (1706-1787), en 1787. Retables, autels, châsses sans reliques sont récupérés par un fondeur. Plomb et bois de charpentes reviennent aux Brousseau, dont l'un, Joseph, est l'architecte du nouveau palais épiscopal de Limoges. Vestiges, prés et étangs sont vendus comme biens nationaux à la Révolution. À la Restauration, les bâtiments, abandonnés, démolis, voient leurs pierres servir de carrière pour la construction d'autres édifices, notamment la prison de Limoges, ou plus partiellement, des maisons et la chapelle de Grandmont. Cette dernière, dédiée à saint Jean-Baptiste est inaugurée en 1825 à proximité de l'ancienne abbaye.
Les dernières ruines de l’abbaye de Grandmont sont démolies en 1817.

### Valorisation

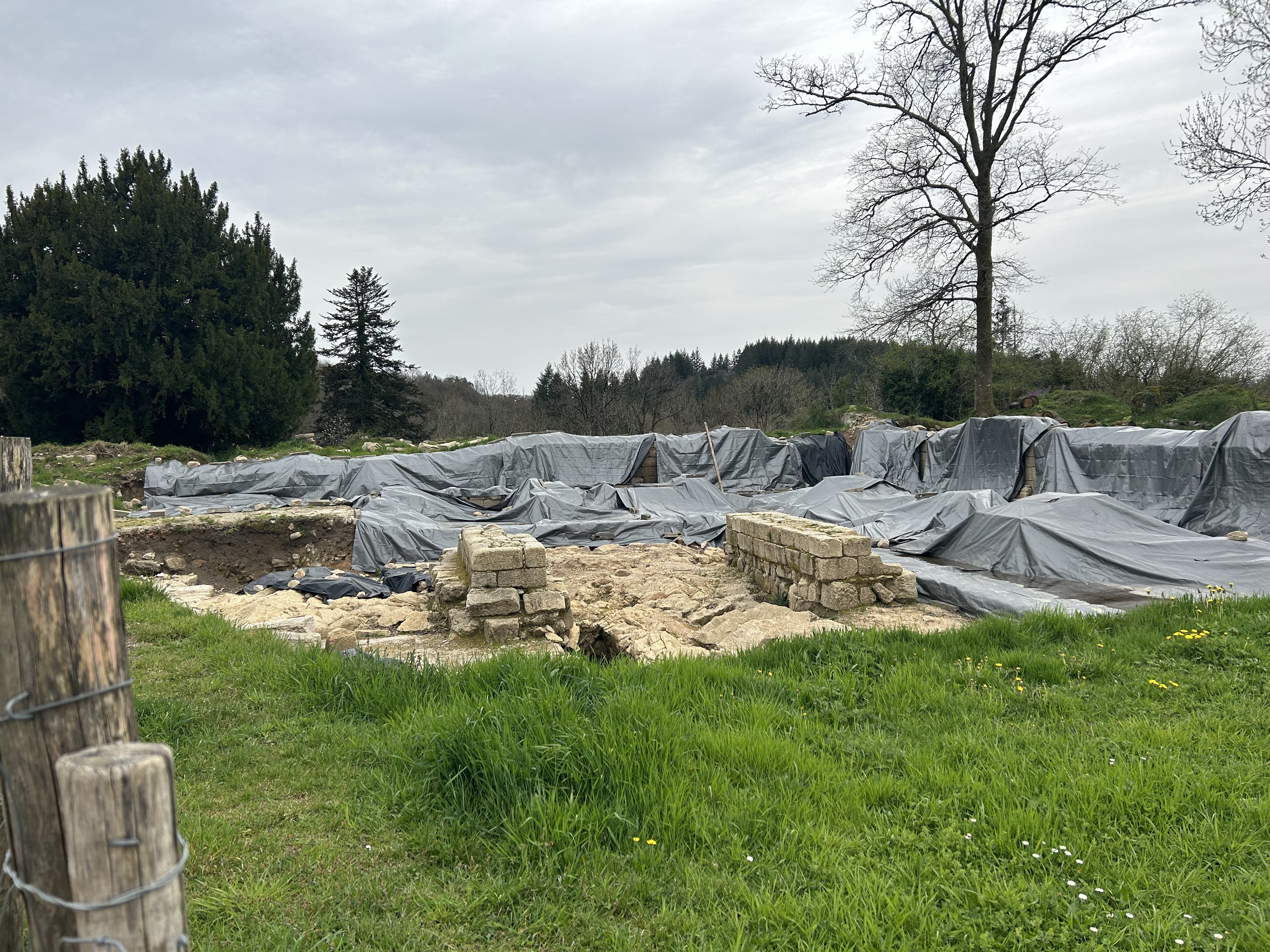
Vue partielle du chantier de fouilles.

En 2013, un important chantier de fouilles est initié sur le site de l'ancienne abbaye, sous l'égide de la Direction régionale des affaires culturelles et de la Société des amis de Saint-Sylvestre et de l'abbaye de Grandmont (Sassag). Le chantier est coordonné par Philippe Racinet, archéologue de l'Université de Picardie Jules-Verne, et y prennent part des étudiants de licence et de master,. Ces travaux permettent l'identification des terrasses de l'abbaye et l'étude des caves, étangs et d'une partie du mobilier lapidaire, dont la provenance peut être analysée à la lumière des études réalisées sur les granits locaux par la COGEMA au moment de l'exploitation des mines d'uranium des monts d'Ambazac. La protection au titre des Monuments historiques, obtenue en deux temps en 2015 et 2017, soutient la poursuite des travaux de fouilles.
Ces recherches ont montré que l'essentiel des vestiges médiévaux de l'église ont été détruits lors de sa reconstruction au milieu du XVIIIe siècle.
Transférées à l'évêché de Limoges à la disparition de l'abbaye, les archives de l'Ordre sont désormais conservées par les Archives départementales de la Haute-Vienne,.
La chapelle Saint-Jean-Baptiste accueille des reproductions d'émaux et éléments du trésor de Grandmont, ainsi que des documents expliquant l'histoire de l'ordre et une maquette reproduisant l'abbaye avant sa disparition.

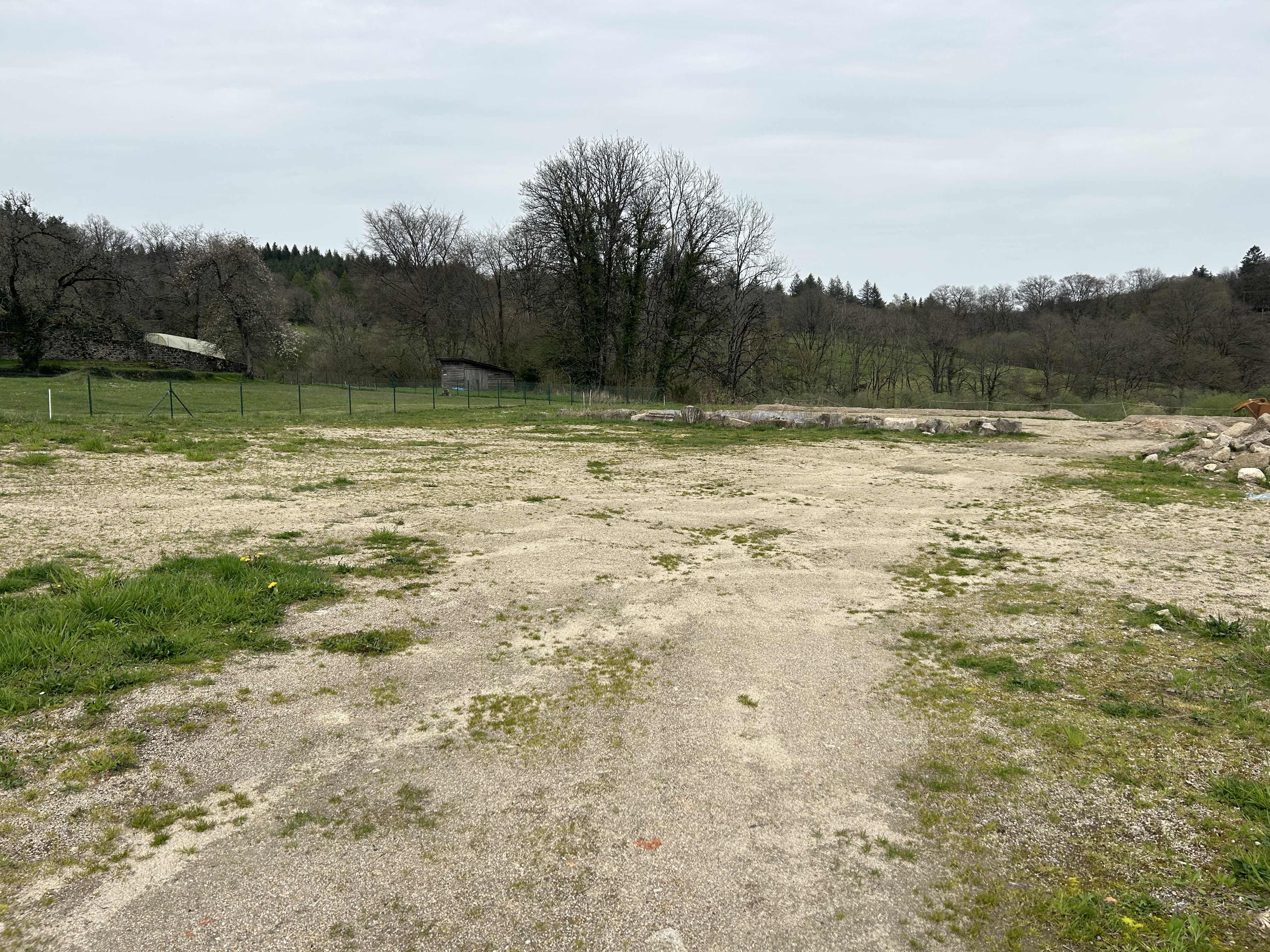
Autre vue du chantier de fouilles.
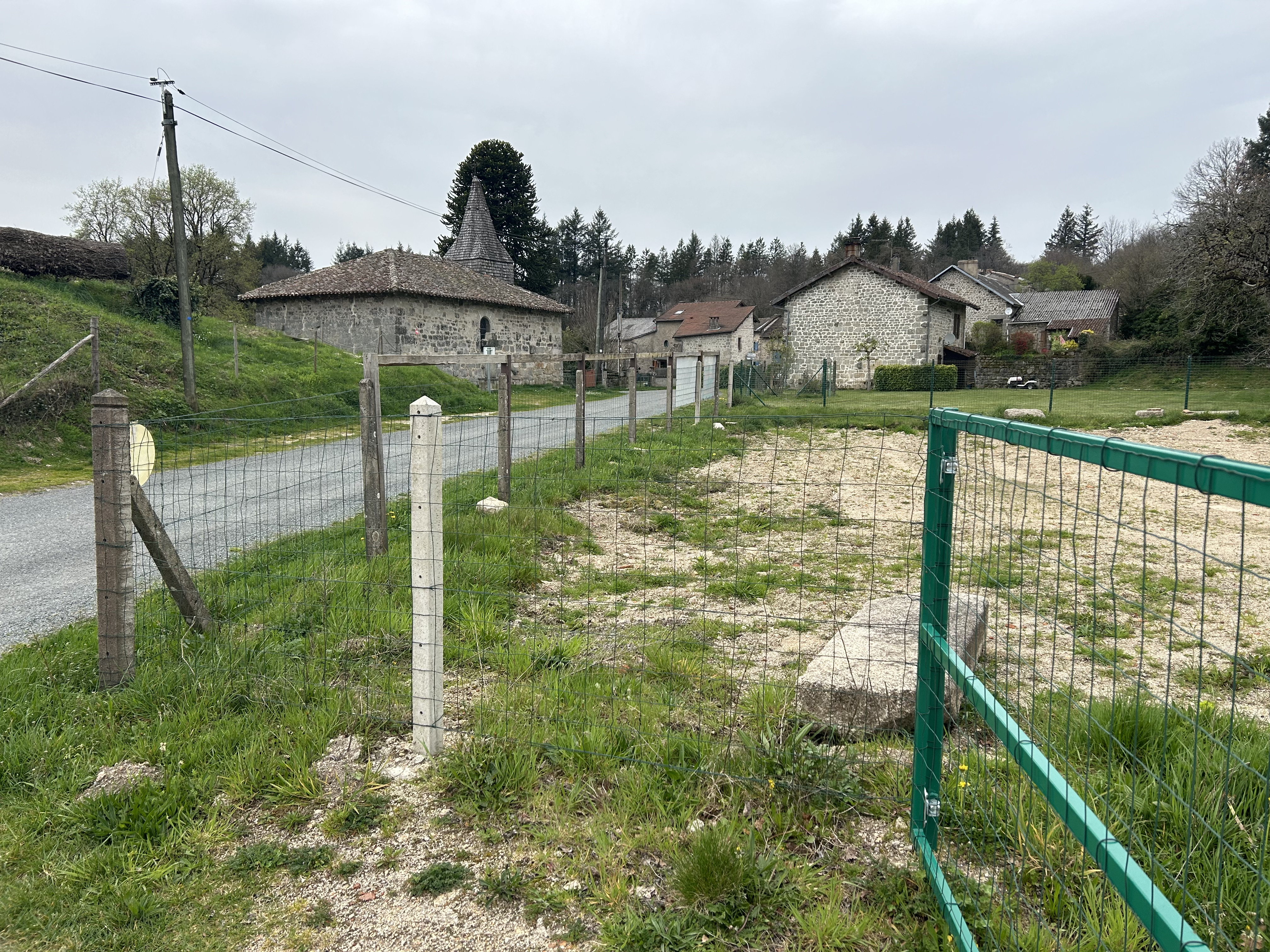
Autre vue du chantier de fouilles.

## L'abbaye auXXIesiècle

### Vestiges

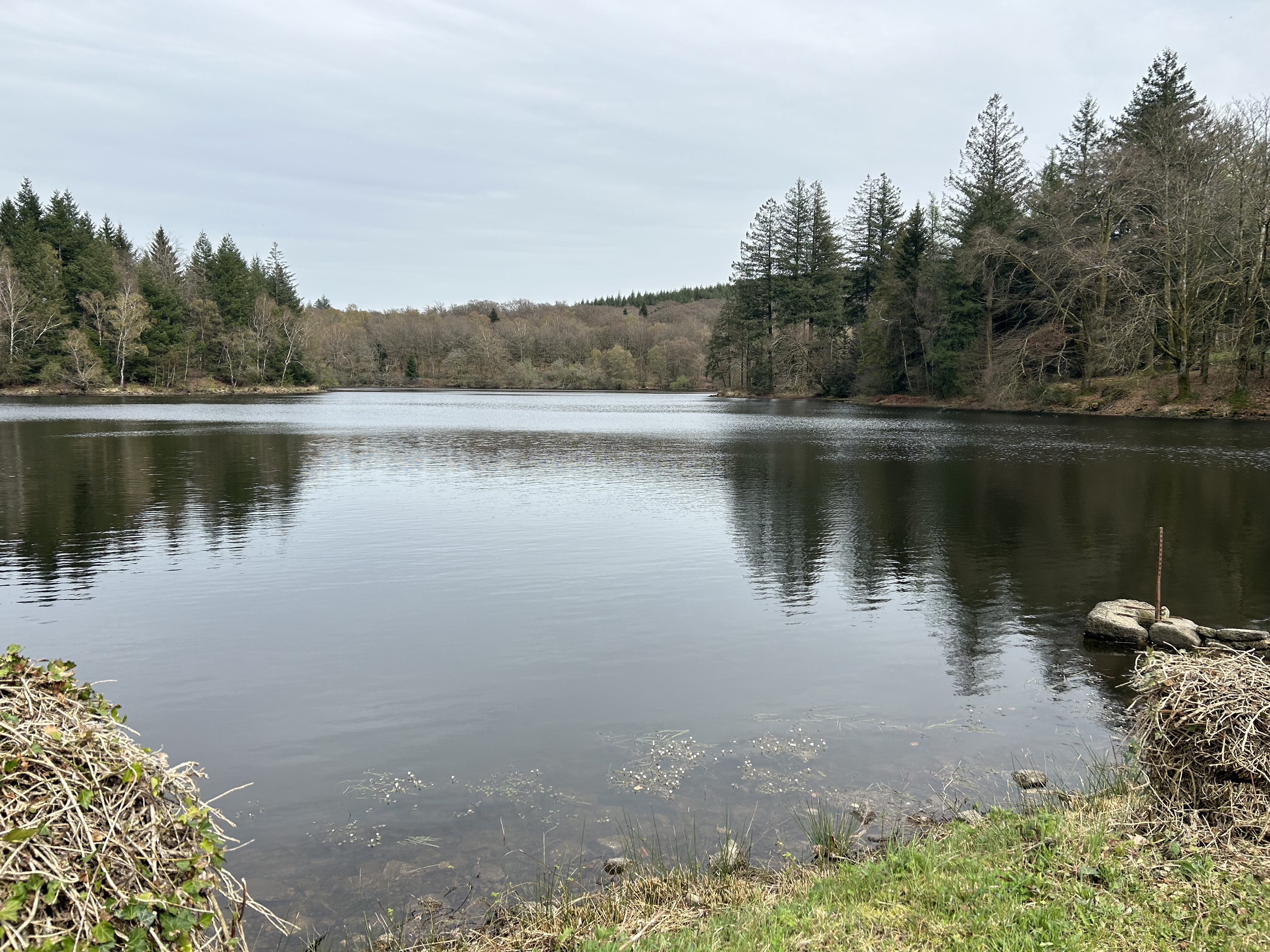
Un des étangs du domaine des Sauvages.

Exception faite des traces mises à jour lors des récentes fouilles, il ne reste presque aucun vestige visible de l'abbaye en l'état. Plusieurs éléments ont toutefois servi en réemploi dans des bâtiments proches.
À proximité immédiate de Grandmont, plusieurs étangs mis en eau par les moines subsistent également dans le paysage ; neuf ont été identifiés après des travaux de recherche scientifique. Trois d'entre eux sont compris dans le périmètre de la réserve naturelle régionale des Sauvages, créée en 2015,.

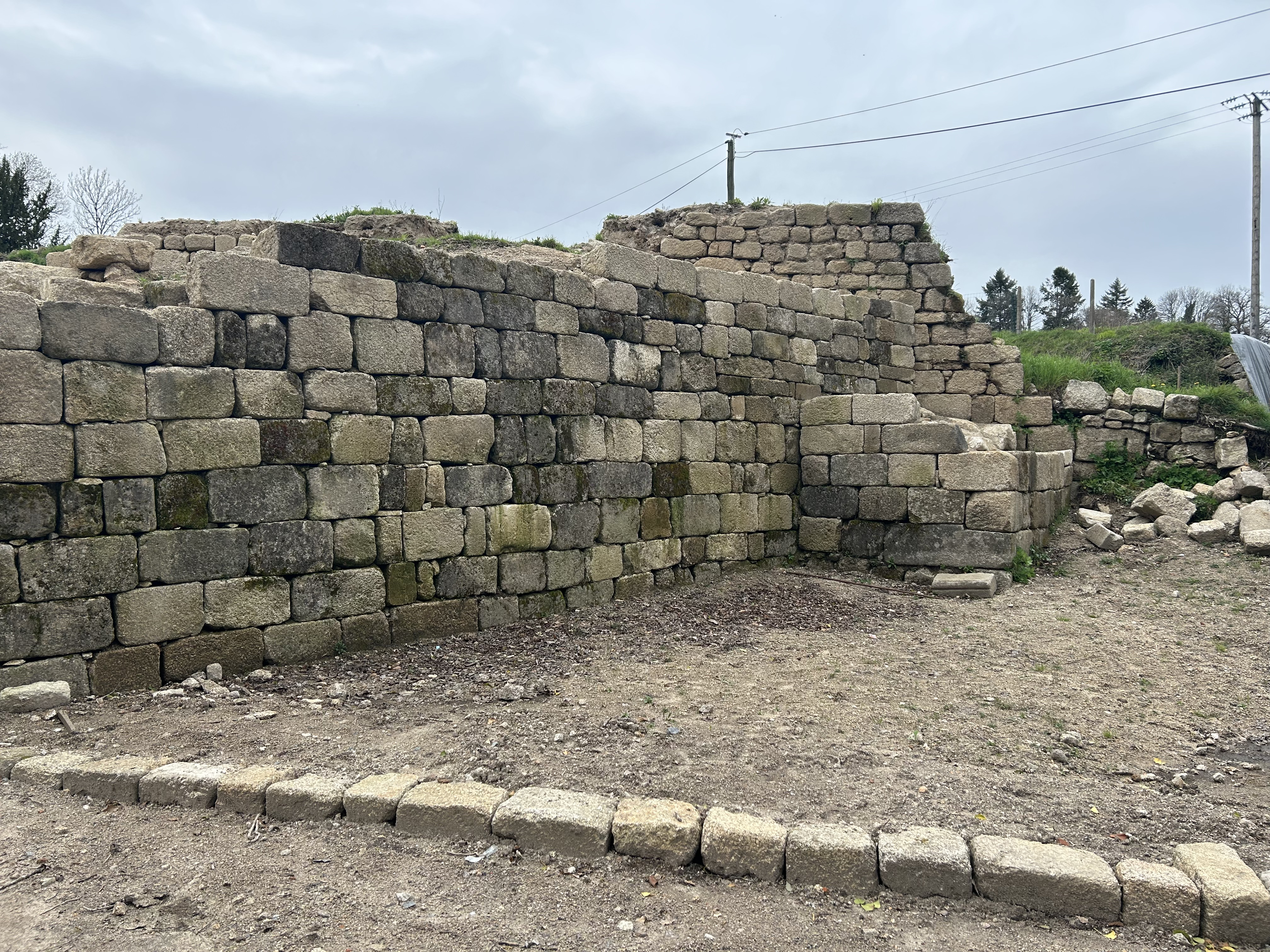
Mur de soutènement de l'abbaye reconstitué en 2023.
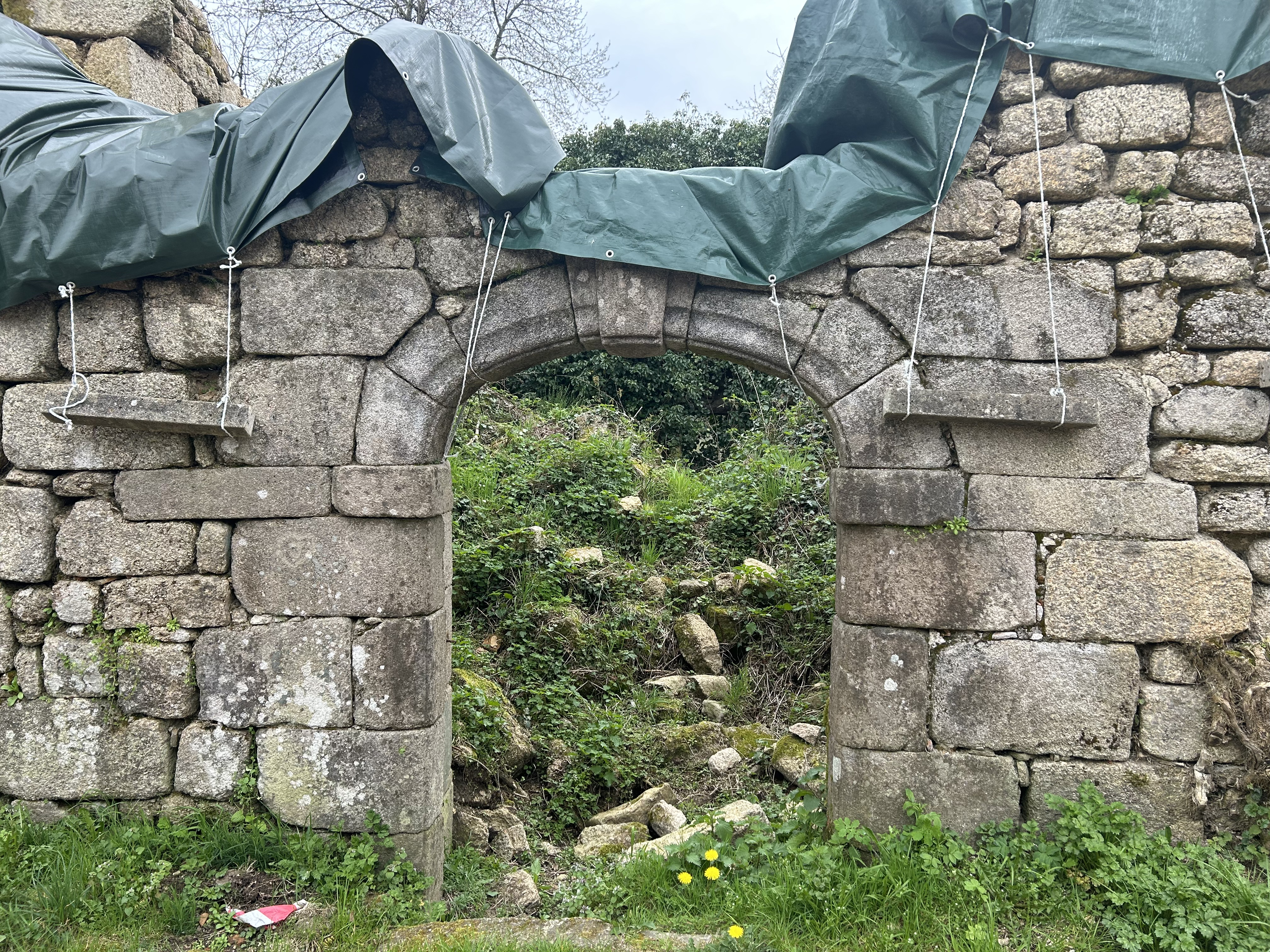
Ruines proches du site de l'abbaye.

### Éléments déplacés

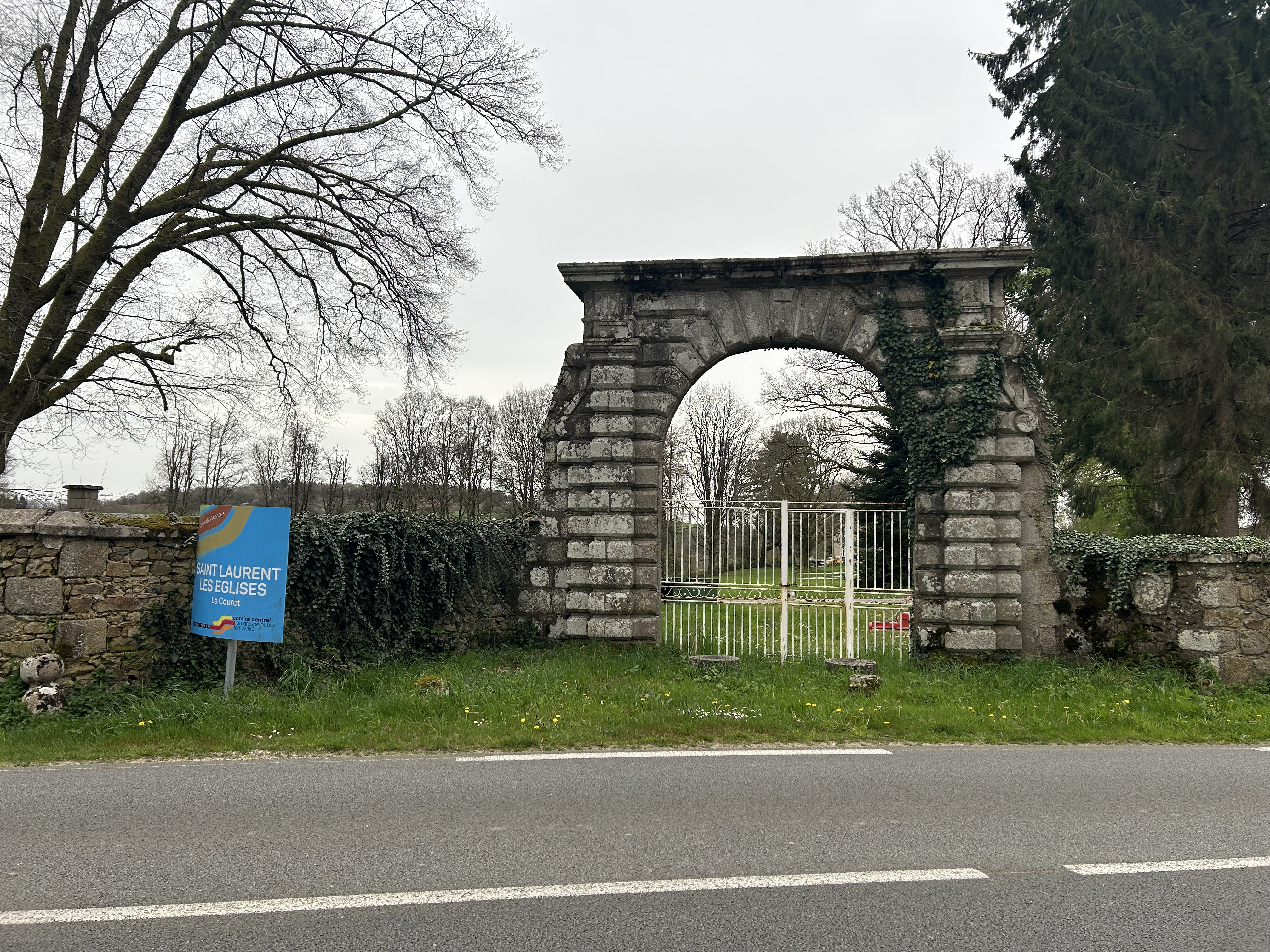
Portail du domaine de Couret, issu du site de Grandmont.

Plusieurs éléments de l'ancienne abbaye ont été remployés dans des constructions, notamment les habitations du village de Grandmont ou la chapelle Saint-Jean-Baptiste. Un portail est visible à l'entrée du château du Couret, tandis qu'une partie de l'autel en marbre et les stalles en bois sont visibles à la collégiale Saint-Junien de Saint-Junien. Une porte de l'église du XIIe siècle pourrait avoir été utilisée dans un mur de clôture à Saint-Priest-sous-Aixe, tandis que d'autres éléments sculptés apparaissent dans les églises d'Ambazac et Saint-Sylvestre, et que le bassin du cloître a été identifié dans la cour du château de Montméry.

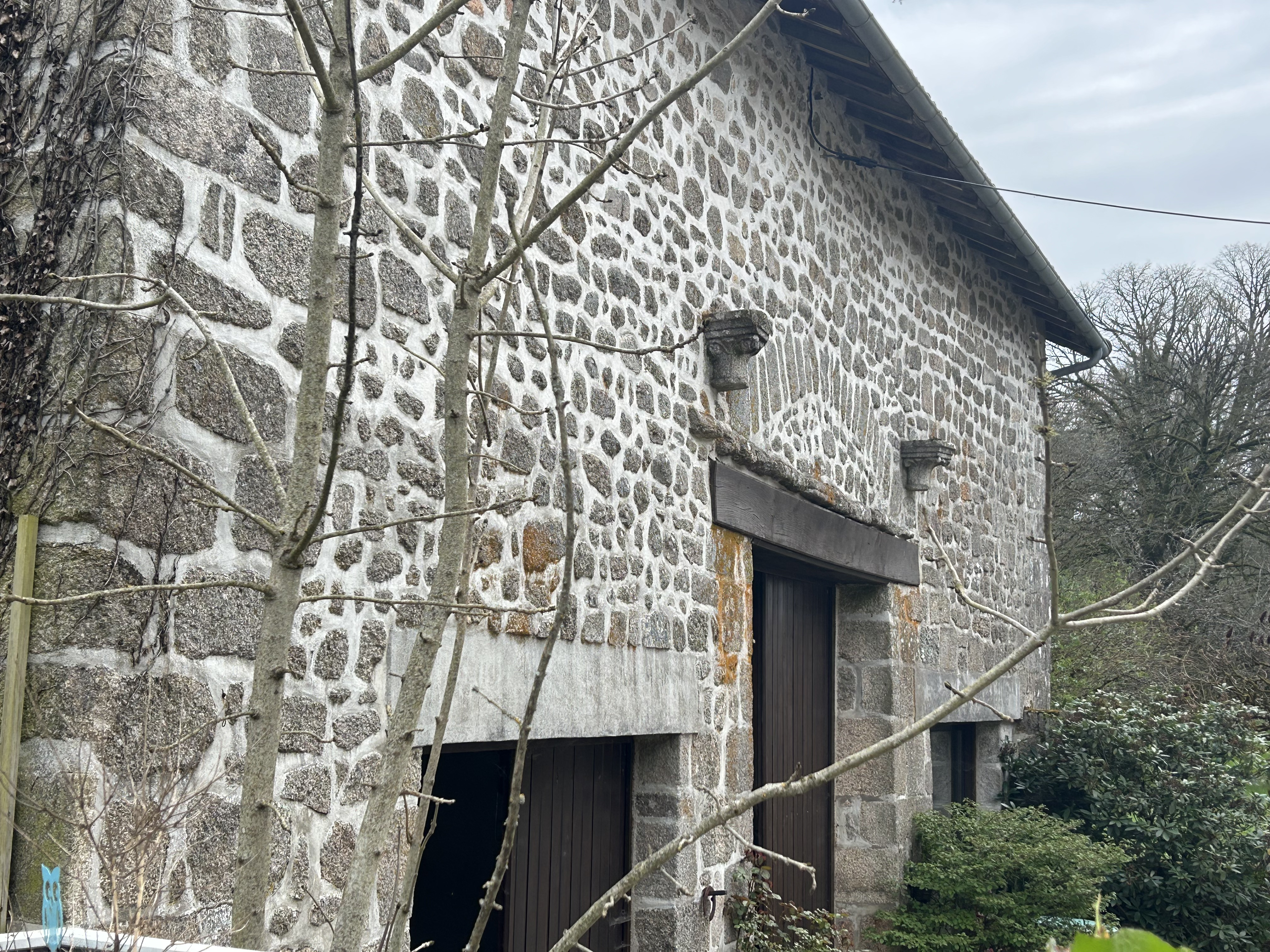
Probable réemploi d'un élément de l'abbaye dans une bâtisse agricole du village des Barrys, à 200 m des vestiges.
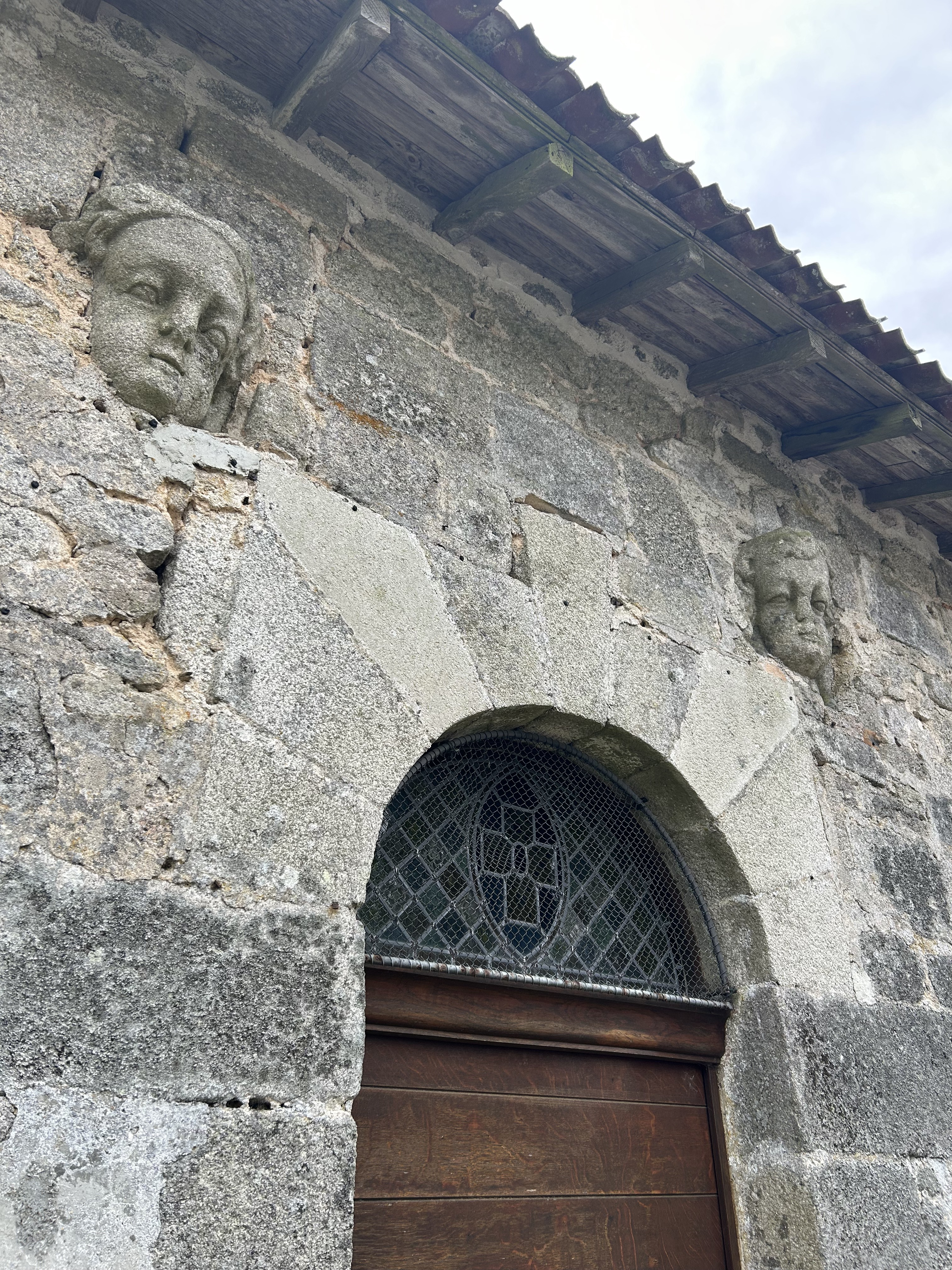
Éléments en réemploi dans la chapelle.

## Armoiries de l'abbaye
| Blason de Abbaye de Grandmont | Blason  | D'argent au chef de gueules                                                                               |
| Blason de Abbaye de Grandmont | Détails | D'après le Nobiliaire du diocèse et de la généralité de Limoges de l'abbé Nadaud et l'Armorial d'Hozier,. |